# Castanet-Tolosan
Castanet-Tolosan – miejscowość i gmina we Francji, w regionie Oksytania, w departamencie Górna Garonna.
Według danych na rok 1990 gminę zamieszkiwało 7697 osób, a gęstość zaludnienia wynosiła 936 osób/km² (wśród 3020 gmin regionu Midi-Pireneje Castanet-Tolosan plasuje się na 40. miejscu pod względem liczby ludności, natomiast pod względem powierzchni na miejscu 1228.).